# 도장 (제조)

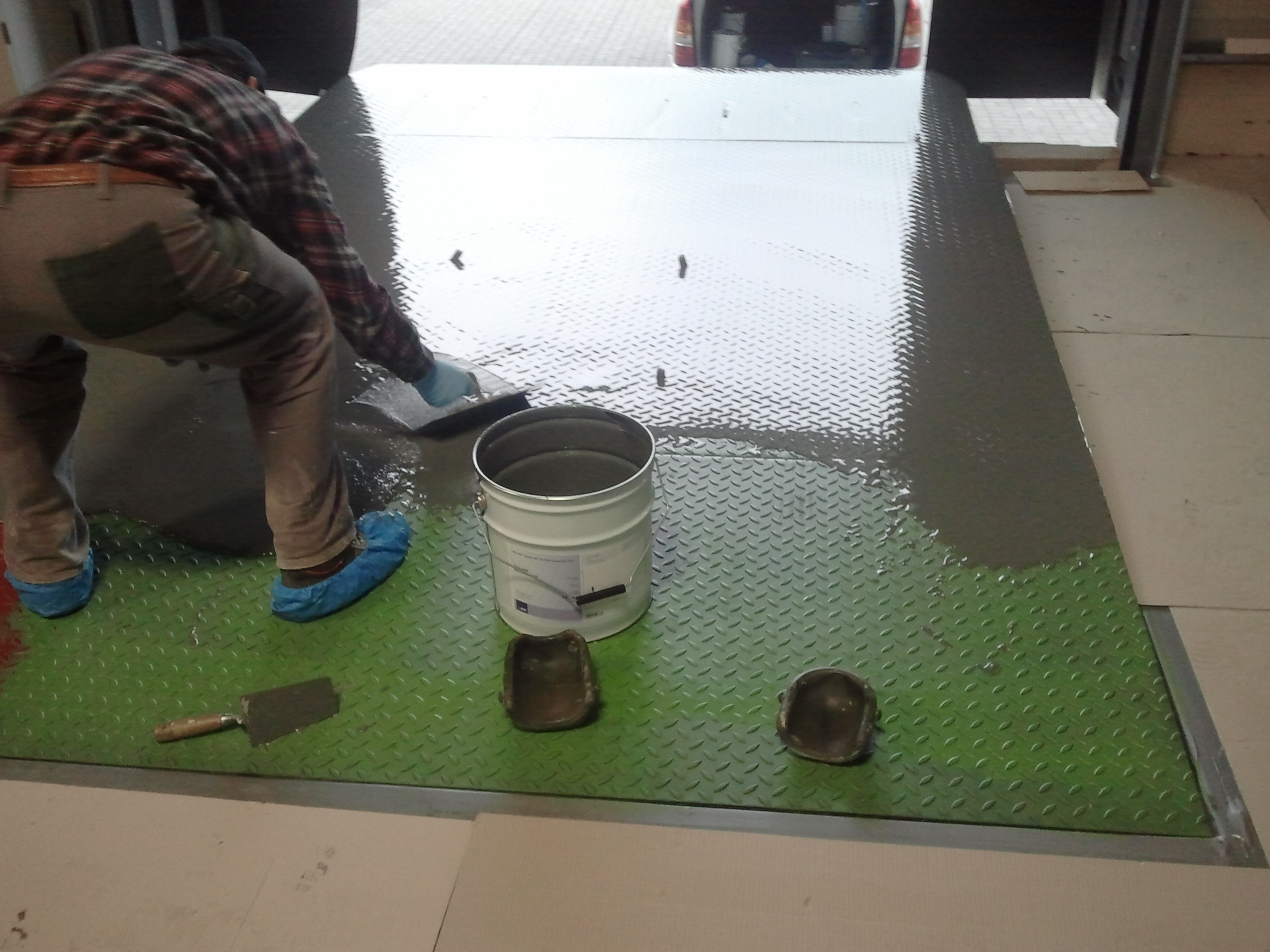
두꺼운 철판 위에 도장 작업을 하고 있는 모습

도장 또는 코팅(coating)은 물체 또는 기판의 표면에 적용되는 덮개이다. 도장의 목적은 장식적이거나 기능적이거나 둘 다일 수 있다. 도장은 액체, 기체 또는 고체(예: 분말 도장)로 적용될 수 있다.
도료와 옻칠은 주로 기질을 보호하고 장식하는 이중 용도의 도장이다. 그러나 일부 예술가 도료는 부식을 방지하는 것 외에는 장식용일 뿐이고 대형 산업용 파이프의 도료는 식별용이다(예: 공정수용 파란색, 화재용 빨간색). 내식성과 함께 기능성 도장을 적용하여 접착력, 습윤성 또는 내마모성과 같은 기판의 표면 특성을 변경할 수도 있다. 다른 경우 도장은 자기 반응이나 전기 전도성(기판이 웨이퍼인 반도체 장치 제조에서와 같이)과 같은 완전히 새로운 특성을 추가하고 완제품의 필수 부분을 형성한다.
대부분의 도장 공정에서 주요 고려 사항은 도장 두께를 제어하는 것이다. 전자 산업에서는 간단한 브러시부터 값비싼 정밀 기계에 이르기까지 이러한 범위를 달성하는 방법이 있다. 인쇄와 같은 일부 응용 분야에서는 도장 영역을 제한하는 것이 중요하다.
롤투롤 공정 또는 웹 기반 도장은 종이, 직물, 필름, 호일 또는 시트 스톡과 같은 롤상의 기판에 기능성 재료의 얇은 필름을 적용하는 프로세스이다.

## 같이 보기
- 증착
- 도료
- 아트지
- 플라스틱 필름
- 인쇄전자
- 박막
- 열경화성 플라스틱
- 법랑